# Cerberus Glacier
Cerberus Glacier är en glaciär i Antarktis. Den ligger i Östantarktis. Nya Zeeland gör anspråk på området. Cerberus Glacier ligger 1 209 meter över havet.
Terrängen runt Cerberus Glacier är bergig åt sydväst, men åt nordost är den kuperad. Trakten är obefolkad. Det finns inga samhällen i närheten.